# 러디어드 키플링
조지프 러디어드 키플링(영어: Joseph Rudyard Kipling, 1865년 12월 30일 ~ 1936년 1월 18일)은 영국의 소설가이자 시인이다. 인도의 봄베이에서 태어났으며, 《정글 북》 등의 동화 작가로 알려져 있다.

## 생애
영국에서 노스데본의 유나이티드서비스 대학교를 마치고, 1880년 인도로 돌아와서, 1882~1889년 라호르의 <Civil &Military Gazette and Pioneer>의 편집원을 지냈다. 그는 인도의 영국 군인의 시와 이야기로 잘 기억되고 있고, 또한 어린 아이들을 위한 이야기들로도 유명하다. 그는 《정글 북》뿐만 아니라 1902년 작 저스트 소 스토리스, 1901년 작 킴, 1888년 작 왕이 되려던 사나이를 포함한 많은 소설들과 1890년 작 <만달레이 Mandalay>, 1890년 작 <군가 딘> 등의 시를 발표했다. 그 동안의 시집 <부문별 노래, Departmental Dittles>(1886), 단편 소설집 <산중야화, Plain Tales from the Hills>(1887) 등을 발표하고, 극동, 미국 등을 여행 (1887~1889)후에 1890년도에 영국으로 귀국하였다. 제재를 인도의 해양, 정글 야수 등에서 취하여, <Life's Handicap>(1891)을 비롯한 많은 단편소설을 발표하였다. 한편 시인으로는 인도의 군대 생활을 그린 <병영의 노래>(1892)로 인해 그 용장함을 환영받았으며 <7대양, The Seven Seas>(1896)이 당시 대영제국에 호응하였기 때문에 애국시인으로 추앙받기도 했다. 러디어드 키플의 시 중에 <만약에, If>는 1910년 어느 날, 자신의 12살이 된 아들을 위해 아버지로서의 자신의 바람을 적은 것이다.
그는 미술의 짧은 스토리의 주요한 개척자로 여겨지고 있다. 그가 지은 아이들을 위한 책들은 아동 문학이라는 분야에서 알려지고 있고, 그의 명작들은 다재다능하고 빛나는 선물들로 전시되어 있다.
키플링은 잉글랜드에서 가장 유명한 작가들 중 한 명이었다. 운문과 산문, 두 분야에 있어서 인정을 받았다. 19세기 말과 20세기 초반, 헨리 제임스는 말했다. "키플링은 개인적으로 내가 알아온 사람들 중에서 가장 완벽한 천재의 모습으로 다가온다." 이 표현은 그냥 똑똑한 것보다 더 독특함을 말하는 것이다. 1907년, 영어권 작가로는 처음으로 노벨 문학상을 수상했다. 지금까지도 그는 가장 어린 수상자로 남아있다.
하지만 시간이 갈수록 그의 명성은 변화를 겪었다. 그 당시의 정치적, 사회적 분위기에 따른 것이었는데, 그런 상황에서 대조적이게 된 그에 대한 사람들의 생각들은 20세기에 계속 이어져 왔다. 조지 오웰은 그를 "영국 제국주의의 선지자"라고 불렀다. 문학 비평가인 더글라스 커는 "그[키플링]은 여전히 열성적인 반대를 감동시킬 수 있는 작가이고, 그의 문학적, 문화적 위치는 이미 정해져 있는 것과는 다르다. 하지만 유럽 제국들이 점차 사라지면서, 그는 다시 한 번 비교 불가한 작가라는 것으로 각인되고 있다. 그의 특별한 서술과 선물은 그 자신을 다시 인정받도록 하는데 에 기여하고 있다." 라고 썼다.

## 같이 보기
- 노벨 문학상 수상자 목록
- 앵거스 윌슨